# Euscyrtus laminifer
Euscyrtus laminifer är en insektsart som beskrevs av Lucien Chopard 1936. Euscyrtus laminifer ingår i släktet Euscyrtus och familjen syrsor. Inga underarter finns listade i Catalogue of Life.